# جائحة كورونا في تورنتو
جائحة كورونا في تورنتو هي وباء فيروسي المستمر لل مرض التاجى 2019 (COVID-19)، وهي رواية مرض معد تسببه الحادة الشديدة الالتهاب الرئوى التاجى 2 (SARS-COV-2). في 23 يناير، تم قبول أول حالة تم تحديدها لـ COVID-19 في كندا خلال الوباء العالمي 2019-2020 في مركز Sunnybrook للعلوم الصحية في تورونتو. [1] [2] تورونتو، وهي عاصمة أونتاريو، هي أكبر مدينة في كندا من حيث عدد السكان ورابع أكبر مدينة في أمريكا الشمالية.

## خلفية
في 12 يناير 2020، أكدت منظمة الصحة العالمية عن ظهور فيروس كورونا المستجد كسبب للمرض التنفسي الذي أصاب مجموعة من الأشخاص في مدينة ووهان، مقاطعة خوبي، الصين، إذ أُبلغ عنهم إلى منظمة الصحة العالمية في 31 ديسمبر 2019. كانت نسبة الوفيات بين الحالات المُشخصة بكوفيد-19 أقل بكثير من جائحة فيروس سارس في عام 2003، لكن انتقال العدوى كان أكبر، والوفيات أيضًا.

## الخط الزمني

### شهر كانون الثاني
في 23 يناير، تم قبول أول حالة متوقعة في كندا في مركز Sunnybrook للعلوم الصحية في تورونتو وتم وضعها في غرفة ضغط سلبي. [1] [2] اتصل المريض، وهو رجل في الخمسينات من عمره وسافر بين ووهان وقوانغتشو قبل عودته إلى تورونتو في 22 يناير، بخدمات الطوارئ بعد ظهور أعراض سريعة. [3] تم إجراء افتراض العدوى في المريض بعد إجراء اختبار سريع في مختبر الصحة العامة في أونتاريو في تورونتو، وتم الإعلان عنه في 25 يناير. [1] [2] الاختبار النهائي الذي أجري في المختبر الوطني للأحياء الدقيقة في وينيبيغ، مانيتوبا أكد الحالة المفترضة في 27 يناير. [4] وقالت السلطات إن المريض كان يعاني من مشاكل في الجهاز التنفسي ولكنه في حالة مستقرة. [1] تحسنت حالته فيما بعد وخرج من المستشفى في 31 يناير. [5]
في 27 يناير، أعلن المسؤول الطبي الرئيسي للصحة في أونتاريو أن زوجة الرجل هي الحالة الثانية المتوقعة. [1] لكن أفاد المسؤولون أنها في حالة جيدة وأنها لا تظهر عليها أعراض. [1]

### شهر فبراير
في 27 يناير، أعلن المسؤول الطبي الرئيسي للصحة في أونتاريو أن زوجة الرجل هي الحالة الثانية المتوقعة. [1] لكن أفاد المسؤولون أنها في حالة جيدة وأنها لا تظهر عليها أعراض. [1]

### شهر مارس
في 5 مارس، استمر ظهور المزيد من الحالات في أونتاريو، بما في ذلك رجل من تورونتو قدم نفسه إلى مستشفى صني بروك واختبر نتائج إيجابية بعد السفر إلى إيران.
في 12 مارس، تم تأكيد 17 حالة جديدة بما في ذلك طفل رضيع زار مؤخرًا مستشفى نورث يورك العام في مدينة نورث يورك السابقة. في ذلك اليوم، ارتفع العدد الإجمالي للحالات في أونتاريو إلى 59. [1]
منذ الحالة الأولية في 23 يناير إلى 18 مارس، تم الإبلاغ عن أكثر من نصف الحالات المبلغ عنها في مقاطعة أونتاريو في تورونتو. [1]

### شهر أبريل (مايو)
بحلول 4 مايو 2020، تم الإعلان عن تفشي المرض في أربع وحدات مختلفة للمرضى الداخليين في مستشفى تورونتو الغربي. تم الإعلان عن الأول في 18 أبريل، بينما تم الإعلان عن ثلاثة آخرين في 30 أبريل. [1] في 10 مايو، تم الإعلان عن تفشي آخر في طابق آخر في المستشفى. [2] بينما يختلف مصطلح التفشي في التعريف حسب المستشفى، يعرفه مستشفى تورونتو الغربي بأنه تأكيد لمريض إيجابي لكل وحدة. في 13 مايو، أعلن قسم الطوارئ في المستشفى عن تفشي المرض بعد أن كان خمسة من العاملين فيه إيجابيون. [3]
يوم السبت، 23 مايو، 2020، بسبب الطقس الحار، جمعت تقديرات لما يصل إلى 10000 شخص معظمهم من الشباب في Trinity Bellwoods Park . [1] وتبع ذلك غضب عام وكذلك إدانة من رئيس الوزراء الطبي فورد تورنتو الطبي إيلين دي فيلا. [2] [3] بعد القيام بجولة في حدائق المدينة، والتحدث مع المواطنين، شوهد العمدة جون توري أيضًا في الحديقة وانتقد لعدم وجود إبعاد اجتماعي وارتداء قناع بشكل غير صحيح. [4] اعتذر علنا عن أفعاله في اليوم التالي. [4] لم يتم وضع غرامات إبعاد اجتماعي، ومع ذلك، تم إصدار العديد من التبول العام. [5] تم زيادة وجود الشرطة في اليوم التالي لمنع أي تجمعات كبيرة لاحقة. [6] في الأسبوع التالي، تم رسم «دوائر الإبعاد الاجتماعي» على العشب في الحديقة على غرار تكتيكات مماثلة مستخدمة في سان فرانسيسكو ومدينة نيويورك. [7] [8] [9] [10] [11]
في 27 مايو، أعلنت المقاطعة أنها ستتولى أكثر من خمسة دور رعاية طويلة الأجل بعد تقرير لاذع من القوات المسلحة الكندية يشير إلى الإهمال وإساءة المعاملة. [1] توجد ثلاثة من بيوت الرعاية الطويلة الأجل الخمسة في تورونتو: مركز إيتونفيل للعناية، ومركز هاوثورن بليس للعناية، وألتامونت كير كوميونتي. [1]
على الرغم من سياسات التباعد الاجتماعي، في 30 مايو، تجمعت تقديرات لما يصل إلى 4000 متظاهر حول وفاة ريجيس كورشينسكي-باكيه، وكذلك الاحتجاجات المستمرة والمتطابقة الجارية في الولايات المتحدة حول وفاة جورج فلويد. [1] تم تشجيع المتظاهرين على الانخراط في التواصل الاجتماعي وارتداء أقنعة الوجه من قبل العمدة المحافظين ورئيس الشرطة مارك سوندرز. أشارت التقارير المبكرة إلى أن معظمهم كانوا يرتدون أقنعة الوجه.

### شهر يونيو
في 1 يونيو، أعلنت المدينة عن مرحلتين لإعادة فتح حمامات الحديقة مع المرحلة الأولى إعادة فتح حوالي 50 موقعًا للحمام بحلول 6 يونيو والباقي عن طريق العقل - يونيو. [1] أصدرت خدمة شرطة تورونتو العديد من التذاكر في Trinity Bellwoods Park في 23 مايو بعد تقارير عن تبول عام. [2]
في 5 يونيو، طلبت المدينة من المطاعم البدء في الاستعداد لإعادة الافتتاح، دون تحديد موعد، بموجب إرشادات صارمة. [1] تنخفض سعة غرفة الطعام بنسبة 50٪ ، ولا يمكن أن تتسع الطاولات لأكثر من ستة أشخاص، وسيتعين على جميع الموظفين الحفاظ على مسافة ستة أقدام في جميع الأوقات عن بعضهم البعض. أصدرت المدينة قائمة واسعة من المبادئ التوجيهية لإعادة الفتح. [1] يقترح رئيس الوزراء فورد، والعمدة توري والدكتور دي فيلا أن الباحات الخارجية ستشهد على الأرجح إعادة فتح قبل مناطق تناول الطعام الداخلية. [2]
في أوائل يونيو، أعلنت المدينة عن برنامج CafeTO ، الذي يهدف إلى توسيع منطقة الفناء في المطاعم والحانات مع تراخيص الفناء عندما يسمح بإعادة فتحها. في 8 يونيو، رددت المقاطعة هذه المشاعر مما يشير إلى أنها ستلغي «الروتين البيروقراطي الأحمر» للمساعدة في تمديدات الفناء هذه. [1]
في 8 يونيو، أعلن بريمر فورد عن بدء طرح المرحلة الثانية من إعادة الافتتاح. يُسمح الآن بتجمع عشرة أشخاص أو أقل في المقاطعة بأكملها. ومع ذلك، سيتم تنفيذ نهج المرحلة 2 العام على المستوى الإقليمي، وبالتالي يتم استبعاد تورونتو ومناطق أخرى في GTA وستدخل المرحلة الثانية في وقت لاحق. [1]
في 9 يونيو، أصبح عضو مجلس المدينة مايكل فورد (ابن شقيق أونتاريو رئيس الوزراء دوج فورد) أول مستشار مدينة يختبر اختبارًا إيجابيًا لـ COVID-19. [1] في 11 يونيو، تم إدخال فورد البالغة من العمر 26 عامًا إلى المستشفى. [2]

## رد الحكومة
أعلن عمدة تورنتو جون توري حالة الطوارئ المحلية في 23 مارس 2020. [1] [2] في 25 مارس 2020، أعلن العمدة توري إغلاق مرافق الحديقة، بما في ذلك الملاعب وملاعب التنس في المدينة. [3] تم إغلاق هاي بارك من 30 أبريل إلى 10 مايو لمنع التجمعات الجماهيرية للناس لمشاهدة أزهار الكرز. [4]
تورنتو كانت لديها خبرة سابقة مع أزمة الأمراض المعدية خلال تفشي السارس 2002-2004 . وقد ساعد ذلك مقدمي الرعاية الصحية والمستشفيات والصحة العامة على الاستعداد لوباء آخر. [1] [2] [3]

## النقد
اجتمع المتظاهرون في كوينز بارك لأسابيع متتالية، مظاهرين حول مجموعة متنوعة من المواضيع مثل نظريات المؤامرة 5G ، والنفور من جميع مستويات الحكومة وإجراءات مكافحة الإغلاق، والتي تردد احتجاجات أكبر بكثير مستمرة في الولايات المتحدة. [46]

## التأثير
مع مطالبة الحكومة بإغلاق الحانات والمطاعم، بدأ الكثيرون يواجهون مشاكل مالية شديدة واضطروا إلى الإغلاق بشكل دائم. أولها كان بار The Shore Lea والمقيم منذ فترة طويلة في The Junction Vesuvio's . [1] واضطر Hideout ، وهو مكان موسيقي شعبي آخر، والذي أغلق أبوابه قبل القيام بتكاليف الإيجار، إلى الإغلاق نهائيًا [1] وكذلك Il Gatto Nero و Pretty Ugly و Marché Movenpick و Southern Accent . [2] [3] [1]
شهدت لجنة النقل العابر في تورنتو انخفاضًا بنسبة 86 ٪ في معدل الركوب بحلول مايو، مع عجز اقتصادي شهري 92مليون دولار كندي وخسائر متوقعة تصل إلى 300 مليون دولار بحلول عيد العمال . [1] [2]
في 31 مارس، ألغت تورونتو الأحداث الصيفية حتى 30 يونيو؛ [1] تم تمديد هذا حتى نهاية أغسطس اعتبارًا من 15 مايو. [2] من بين الأحداث التي تم إلغاؤها كان المعرض الوطني الكندي، الذي استمر باستمرار منذ عام 1879، توقف مؤقتًا فقط لجزء من الحرب العالمية الثانية . [3] وشملت الأحداث الأخرى هوندا إندي، [4] تورنتو برايد باريد، [5] وكرنفال تورنتو الكاريبي . [6]